# Intermediate Capital Group
Intermediate Capital Group es un fondo de inversión británico con sede en Londres y oficinas en una decena de países. Forma parte del índice FTSE 250.

## Historia
El fondo de inversión fue fundado por seis profesionales de la banca de inversión en 1989, entre ellos James Odgers (Founding Director). Cotiza en la Bolsa de Londres desde 1994. En 2010 comunicó que el llamado credit crunch le había afectado.

## Cronología reciente
- 2016: En octubre, se hace pública una inversión de los fondos JB Capital Markets e Intermediate Capital Group para hacerse con la compañía Vitaldent, que cuenta con más de 450 clínicas dentales en España e Italia. La operación está valorada en 40 millones de euros, que los fondos inyectarán en el capital del Grupo, valorado en 350 millones de euros.[3]

## Estrategias

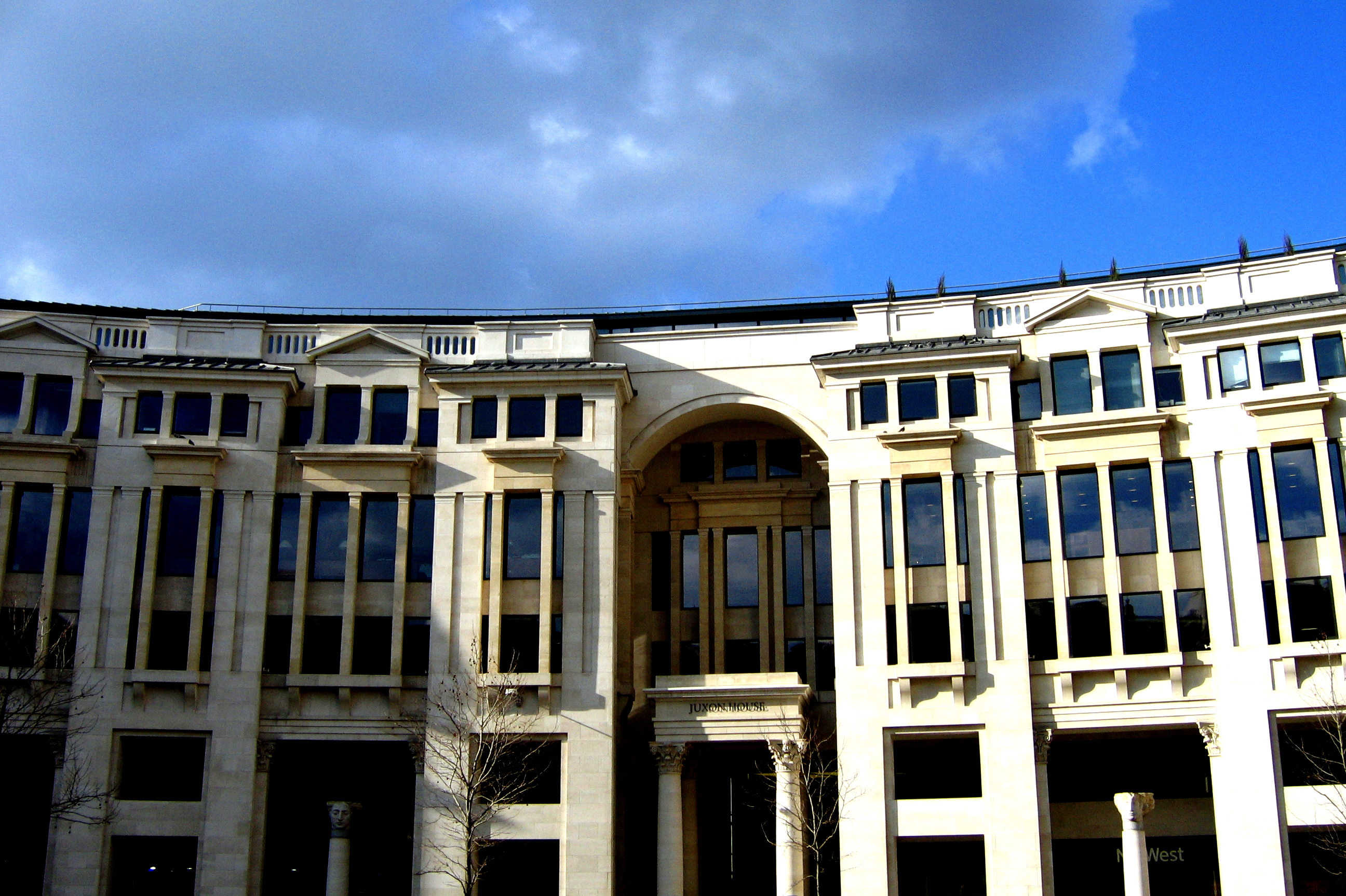
Oficinas centrales de Intermediate capital Group en St Paul Churchyard (Londres).

ICG ofrece una gama amplia de estrategias de inversión. Entre otras:
- Crédito alternativo
- CLOs
- Direct lending
- Préstamos líquidos y vinculación a la producción
- Mezzanine finance
- Real estate mezzanine
- Real estate senior debt
- Secondaries
- Sénior secured loans

En 2015, informó que contaba con €18.000 millones bajo administración.